# Kenta (musikalbum)
Kenta är ett album från 1979 av Kenta Gustafsson . Det var hans debutalbum. Kenta och Aapo Sääsk skrev de flesta låtarna ihop. 
Kenta Gustafsson och Aapo Sääsk lärde känna varandra i Jakobsberg i vuxen ålder där de hade barn i samma klass. Aapo Sääsk var ingenjör men skrev gärna texter på fritiden och Kenta Gustafsson försökte få en karriär som musiker. När Kenta Gustafsson berättade att han tyckte textskrivandet var besvärligt föreslog Aapo Sääsk att han kunde prova. Därefter sökte han sig till Polar och lyckades presentera en låt för  Stikkan Andersson. Han ordnade så att de fick låna en studio en dag för att spela in en skiva. Studion hade precis använts av Abba, som just åkt på Sydamerikaturné, och notblad och instrument stod kvar. De spelade in tre låtar med hjälp av musiker som en före detta elev till Aapo Sääsk kände. Stikkan Andersson lyssnade på resultatet, och förklarade att han inte hade möjlighet vid det tillfället på grund av Sydamerikaturnén.
En av musikerna hade kontakter på skivbolaget Metronome, och kunde presentera låtarna för Anders Burman där. Han accepterade genast att ge ut en skivan som fick namnet "Kenta".
År 1980 återutgavs albumet med ytterligare en låt, Utan att fråga som Kenta framförde i den svenska Melodifestivalen 1980.

## Låtlista

### Sida 1
1. Sitter i ett duggregn
2. Jag vill aldrig, aldrig dö
3. Luffarn
4. Just i dag är jag stark
5. Världen är vår

### Sida 2
1. Utan att fråga (endast på nyutgåvan 1980)
2. Tidigt en morgon
3. Ett ödsligt rum
4. Ödet
5. Somna min vän
6. Var finns alla polarna

- Inspelad september – oktober 1979 i Metronome Studio

## Listplaceringar
| Lista (1980) | Topplacering |
| ------------ | ------------ |
| Sverige      | 9            |